# 紗々
紗々（ささ、生年非公表、3月3日 -  ）は日本のモデル、ラジオパーソナリティー、ブロガー。キャスティング・ボイス所属。身長158cm。血液型O型。趣味はダンス、料理、写真、コスプレ。

## 人物・略歴
- 2007年にハンドルネーム47の名義で活動を始め[2]、動画サイト・YouTubeにて主にプリキュアシリーズなどの「踊ってみた」の動画を公開しインディーズでの活動を開始。
- プリキュアシリーズの大ファン。
- 仕事ではコスプレで参加することが多い。
- 2010年に今の芸名に改名。現在はモデル、ブロガー、ラジオDJなどと活躍している[3]。
- 2015年3月に誕生日を迎えた際、「永遠の20歳」を卒業し、「永遠の25歳」と発表する。

## 経歴

### モデル
- 『つきあいたい』〜美女暦写真集
- 『撮られてみた』写真集
- NikoNiko Masquerade（『撮られてみた』写真集の発売イベント）
- SIGMA交換レンズイベントのモデル（2012年11月）
- 『Music Birth＋』TBS（オープニング映像のモデル）
- SIGMA 一眼レフ用交換レンズ 体験イベント
- SIGMA公式サイト『Girls Lens』
- Facebook『東京カメラ部』撮影会モデル

### イベント
- 小倉あるあるシティー （コスプレコンテスト審査員/トークショー/ダンスショー）
- ミクの日 大感謝祭のレポート （OEXサイトにて）（レポーター）
- アニコム＠香港（コスプレパフォーマンス）
- TOKYO NICONICO COSPLLECTION出演＠ニコファーレ(コスプレパフォーマンス、2011年12月)
- 東京ゲームショウ2010 OEX(ゲーム情報サイト)レポーター
- 東京ゲームショウ2012『Cosplay Collection Night @TGS』(コスプレダンスパフォーマンス)
- ジャンプフェスタ2018 バンダイナムコエンターテインメントブース（司会）
- 東京モーターショー2019 デンソーテンブース（イベントコンパニオン）

### 映画
- Please Please Please（ノゾミ役）
- Sea Opening（ノゾミ役）

### ＴＶ
- 『フジテレビに出たい人』
- 『コスプレドキュメンタリー』TOKYO MX TV（9ch）
- 『コスコスプレプレ』BSスカパー！フジテレビONE（コスプレイヤー・アドバイザー）
- 『SHIBUYA FASHION TV』TOKYO MX TV(中国星尚酷ＴＶ、航空機内にて放送)
- 『全力坂』テレビ朝日（2015年9月29日深夜）

### ラジオ番組
- 『YAMAMAN presents MUSIC SALAD FROM U-kari STUDIO」』（2013年4月 - 2017年3月）水曜DJ

### ゲーム
- 白猫プロジェクト（2015年、リコ[4]）
- クイズRPG 魔法使いと黒猫のウィズ（2015年、リコ[5]）